# Vitsuellt
Vitsuellt var en underhållningsserie i sex avsnitt med premiär i SVT 2 den 24 oktober 1980. 
I rollerna återfanns bland andra Inga Gill, Eva Bysing, Jarl Borssén, Ulf Brunnberg och Mille Schmidt. För manuset svarade bland andra Sven Melander.
Vissa av sketcherna har blivit klassiker, som senare har varit med i t ex Nöjesmaskinen och Razzel. T ex sketchen med Jarl Borssën och Ulf Brunnberg i skoaffären.
1. 1 2  Vitsuellt, eftertexter.[källa från Wikidata]